# Julie Winterová-Mezerová
Julie Winterová-Mezerová (28. února 1893 Úpice – 2. května 1980 Úpice) byla malířka, zakladatelka a členka výstavního výboru Kruhu výtvarných umělkyň (1921–1953).

## Život

### Dětství a studia
Otec František Winter, textilní úředník, pocházel ze Stárkova. Matka Marie pocházela z rodiny úpického perníkáře Kristiána Prouzy (Prouzu zmiňuje Karel Čapek v Anglických listech). Julie Winterová vystudovala v letech 1907–1910 Dívčí lyceum v Hradci Králové a díky svému nadání pokračovala na Uměleckoprůmyslové škole v Praze ve všeobecné škole kreslení u Josefa Schussera (1910–1914). Roku 1914 složila státní zkoušku pro učitele kreslení na tehdejších dívčích středních školách.

### Malířská kariéra
Jakožto energická a prakticky uvažující žena záhy dostala místo učitelky na Holešovickém dívčím ústavu a několika dalších dívčích školách. Čas na tvorbu a prostředky k cestování získala až po roce 1919, kdy se provdala za Aloise Mezeru, významného funkcionalistického architekta, žáka Josipa Plečnika a autora mnoha správních budov nově vzniklého Československa.
Roku 1921 stála u zrodu českého Kruhu výtvarných umělkyň, jehož byla aktivní členkou a spoluorganizátorkou výstav v Čechách i v zahraničí až do roku 1953.
V roce 1923 podnikla s manželem první cestu do Paříže, kde pak za následujících pobytů její tvorba sklidila větší ohlas a uznání než doma. Od roku 1927 pravidelně s úspěchem vystavovala na pařížských Podzimních salónech. Stala se členkou Salonu des Indépendants, Salonu des Tuileries, Femmes Artistes a dalších uměleckých skupin a roku 1930 měla svou první samostatnou výstavu v Paříži. Roku 1935 se zúčastnila výstavy českého malířství v Galerii Jeu de Paume, kde se kromě v Paříži usazených malířů – O. Kubína, G. Karse, J. Mezerové a F. Kupky představili především Josef Šíma, Josef Čapek, Jan Zrzavý, Rudolf Kremlička, Václav Špála, Emil Filla a Karel Dvořák. Kromě Paříže vystavovala ve Vídni, Nice, Moskvě, Bělehradě, Záhřebu, Sofii a Buenos Aires, podnikla studijní cesty po Německu, Itálii, Jugoslávii, Španělsku, Francii, Belgii a Finsku.
Spolu s Aloisem Mezerou se vrátila domů těsně před válkou a pobývala pak střídavě v Úpici a Praze, kde několikrát vystavovala.

### Osud po roce 1945
Po smrti rodičů a později i manžela (1945) a po únorovém převratu roku 1948 ztratila možnost cestovat do zahraničí, ale přesto dál pravidelně posílala své obrazy na pařížské Podzimní salony, do Amiens nebo Cannes (1972). V Praze měla autorskou výstavu roku 1960 v Nové síni, později vystavovala pouze v regionálních galeriích.
V 60. a 70. letech žila trvale v Úpici, kde zemřela 2. května 1980.

## Dílo
Raná tvorba dvacátých let je ve znamení něžných a přesto znepokojivých figurálních kompozic (Lyrická krajina, 1924), které jsou výrazem lásky a úcty k malebné krajině Podkrkonoší. Sevřené, vnitřním světlem budované objemy těl, kopců pastelových barev nezapřou vliv tvorby Jana Zrzavého. Zřejmý je i vliv poválečného neoklasicismu (Rudolf Kremlička, Otakar Kubín, ad.).
Obrazy z jejího zralého tvůrčího období prozrazují obeznámenost s moderním francouzským uměním. Projevuje se zde jako bravurní portrétistka modelující tvář i postavu širokými tahy štětce a barevnými plochami. Její krajiny zachycují intenzitu slunce na jihu Francie, dramatická pobřeží, velkolepé horské scenérie i tlumené tóny zvlněné krajiny v okolí Úpice.
Z období 40. let pochází série větších formátů s pražskými motivy (Břevnovský klášter, Nový svět) i drobné studie květin. S velkým citem zachytila v různých ročních obdobích krajinu Podkrkonoší v okolí Úpice, blízké Jestřebí hory a Krkonoše.
Malby divoce rostoucích květin provázejí její tvorbu od samého počátku a kritik Maximilian Gautier srovnal její „zadumané“ květiny s obrazy Odilona Redona. Květiny jsou pro ni i jediným malířským motivem na sklonku života. S postupnou osamělostí na zahradě vilky v Úpici a bez kontaktu s druhým domovem, kterým pro ni ve 30. letech byla Francie, její tvůrčí síla pomalu slábla. Přesto však díky své bravurní malířské technice, lehkosti přednesu, citu pro barvu se všemi jejími nejjemnější odstíny a skutečně originálnímu pojetí květin stále patří k nejlepším malířkám své doby.

### Ocenění
- 1968 státní vyznamenání Za vynikající práci
- 1978 čestný titul Zasloužilý pracovník kultury

### Členství ve skupinách výtvarníků
- 1921–1953	Kruh výtvarných umělkyň
- 1929	Salon des Indépendants, Paříž
- 1930	Salon des Tuileries, Paříž
- 1937 Salon d'automne
- 1932	Femmes Artistes, Paříž

### Zastoupení ve sbírkách
- Městské muzeum a galerie Julie W. Mezerové, Úpice
- Národní galerie v Praze, Sbírka moderního a současného umění
- Galerie hlavního města Prahy
- Galerie moderního umění v Hradci Králové
- Galerie výtvarného umění v Náchodě
- Galerie Klatovy / Klenová
- Muzeum Boženy Němcové, Česká Skalice
- Galerie Ludvíka Kuby Poděbrady

### Výstavy

#### Autorské
- 1931 	Julie W. Mezerová: Výstava obrazů / Polem a lesem, Topičův salon (1918–1936), Praha
- 1930/33 Galerie Barreiro, Paříž
- 1934	Julie W. Mezerová: Souborná výstava obrazů, Topičův salon (1918–1936), Praha
- 1935 Hradec Králové, JUV Nová síň, Praha
- 1960 Julie Mezerová, Nová síň, Praha
- 1973	Julie Winterová Mezerová, Muzeum Podkrkonoší, Trutnov
- 2013/14 Julie Winterová-Mezerová, Topičův salon, Praha
- 2020/21 Julie Winterová-Mezerová: Lesem, polem, Galerie Ludvíka Kuby Poděbrady

#### Společné (výběr)
- Kruh výtvarných umělkyň v Praze – všechny výstavy od roku 1924
- 1928	Československé výtvarné umění 1918–1928, Brno
- 1936 	I. jarní Zlínský salon, Zlín
- 1937	II. Zlínský salon, Zlín
- 1939, 1940, 1942 Národ svým výtvarným umělcům, Praha
- 1943 	Umělci národu 1943, Praha
- 1943 	Květiny, Galerie Jos. R. Vilímek, Praha
- 1950 	České a slovenské výtvarné umělkyně, Galerie Československý spisovatel, Praha
- 1956	Květiny, Galerie Českého fondu výtvarných umění, Praha
- 1956	Zátiší v české malbě XX. století, Galerie Českého fondu výtvarných umění, Praha
- 1957	Malá krajina, Galerie Českého fondu výtvarných umění, Praha
- 1965 	Malíři, sochaři Prahy 6, Galerie Vincence Kramáře, Praha
- 1967	1. pražský salon, Bruselský pavilon, Praha
- 1969	2. pražský salón (obrazů, soch a grafik), Dům U Hybernů, Praha
- 1972 8. velká cena Azurového pobřeží, Cannes (finalistka)
- 1982 Galerie Československý spisovatel, Praha
- 1989 Náš kraj v pohledech malířů a grafiků. Část první – předchůdci, Okresní muzeum, Kladno, Vlastivědné muzeum, Slaný

#### Zahraniční výstavy
- Paříž, Athény, Vídeň, Nice, Moskva, Bělehrad, Záhřeb, Bukurešť, Sofie, Buenos Aires.